# Санфорд (Мен)
Санфорд (англ. Sanford) — місто (англ. city) в США, в окрузі Йорк штату Мен. Населення — 21 982 особи (2020), що робить Санфорд першим за чисельністю населення містом в окрузі та восьмим у штаті.

## Географія
Згідно  бюро перепису населення США загальна площа міста  — 126,2 км², з яких: 123,8 км²  — земля та 2,4 км² (1,89 %)  — вода.

### Клімат
| Клімат : Санфорд                   | Клімат : Санфорд | Клімат : Санфорд | Клімат : Санфорд | Клімат : Санфорд | Клімат : Санфорд | Клімат : Санфорд | Клімат : Санфорд | Клімат : Санфорд | Клімат : Санфорд | Клімат : Санфорд | Клімат : Санфорд | Клімат : Санфорд | Клімат : Санфорд |
| Показник                           | Січ.             | Лют.             | Бер.             | Квіт.            | Трав.            | Черв.            | Лип.             | Серп.            | Вер.             | Жовт.            | Лист.            | Груд.            | Рік              |
| Абсолютний максимум, °C            | 20,0             | 23,3             | 31,1             | 33,3             | 36,1             | 36,1             | 36,7             | 38,3             | 35,0             | 31,7             | 23,9             | 22,8             | 38,3             |
| Середній максимум, °C              | 0,3              | 2,3              | 7,1              | 14,3             | 20,9             | 25,6             | 28,2             | 27,4             | 22,8             | 16,6             | 9,3              | 2,7              | 14,8             |
| Середній мінімум, °C               | −11,3            | −10,1            | −4,9             | 0,4              | 6,1              | 11,3             | 14,2             | 13,4             | 9,1              | 3,1              | −1,2             | −7,7             | 1,9              |
| Абсолютний мінімум, °C             | −33,3            | −31,7            | −25              | −23,3            | −5,6             | −0,6             | 3,3              | −0,6             | −5               | −11,1            | −18,3            | −28,9            | −33,3            |
| Норма опадів, мм                   | 93               | 94               | 113              | 107              | 102              | 98               | 96               | 91               | 97               | 114              | 126              | 110              | 1242             |
| ---------------------------------- | ---------------- | ---------------- | ---------------- | ---------------- | ---------------- | ---------------- | ---------------- | ---------------- | ---------------- | ---------------- | ---------------- | ---------------- | ---------------- |
| Джерело: Desert Research Institute |                  |                  |                  |                  |                  |                  |                  |                  |                  |                  |                  |                  |                  |

## Демографія
Згідно з переписом 2010 року, у місті мешкало 20 798 осіб у 8500 домогосподарствах у складі 5417 родин. Було 9452 помешкання
Расовий склад населення:
| - 94,7 % — білих - 2,0 % — азіатів - 0,6 % — чорних або афроамериканців - 0,4 % — корінних американців |

До двох чи більше рас належало 2,0 %. Частка іспаномовних становила 1,6 % від усіх жителів.
За віковим діапазоном населення розподілялося таким чином: 22,6 % — особи молодші 18 років, 62,3 % — особи у віці 18—64 років, 15,1 % — особи у віці 65 років та старші. Медіана віку мешканця становила 40,5 року. На 100 осіб жіночої статі у місті припадало 91,9 чоловіків;  на 100 жінок у віці від 18 років та старших — 88,8 чоловіків також старших 18 років.

## Галерея

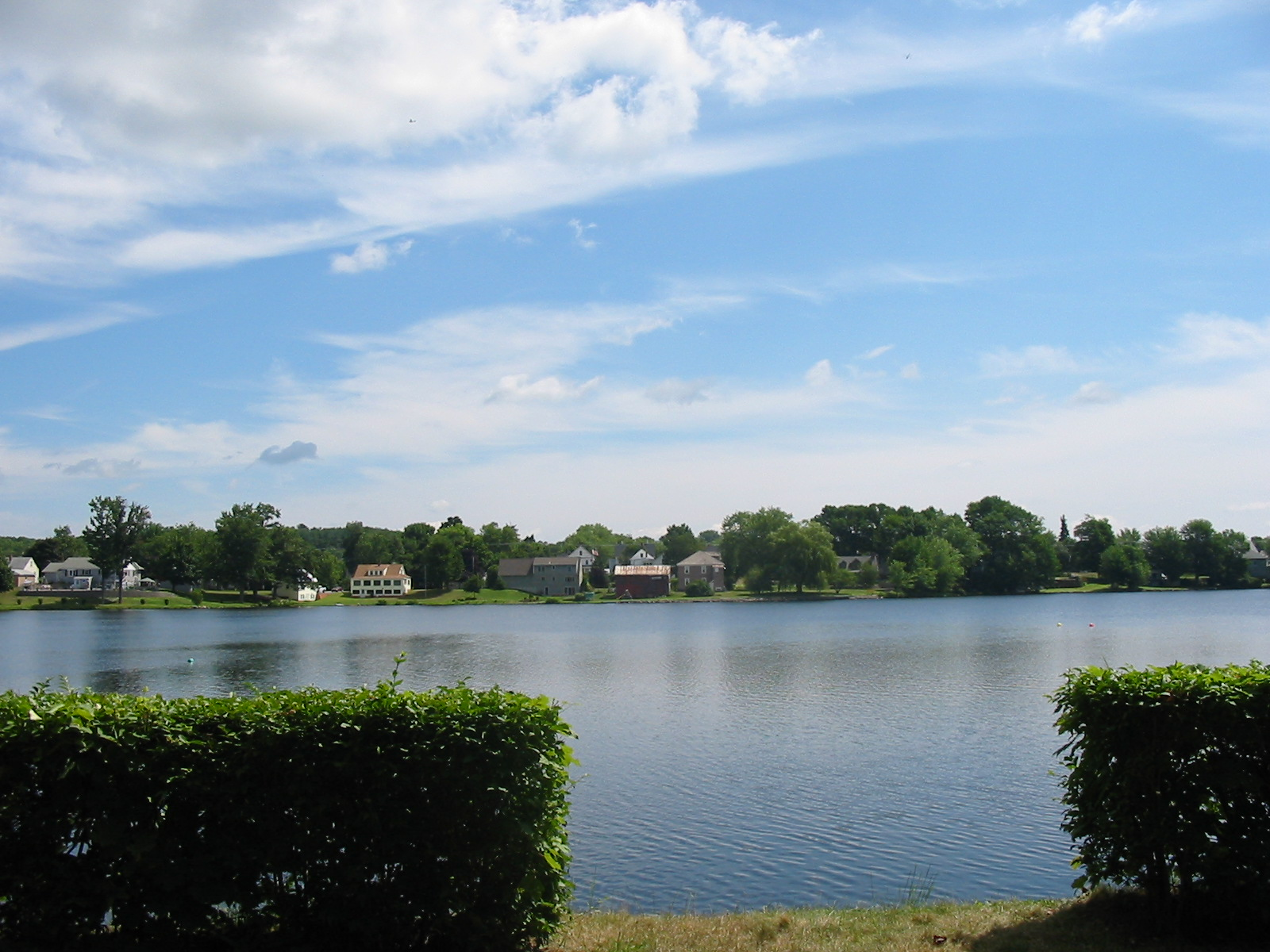
Ставок Намбер-Ван
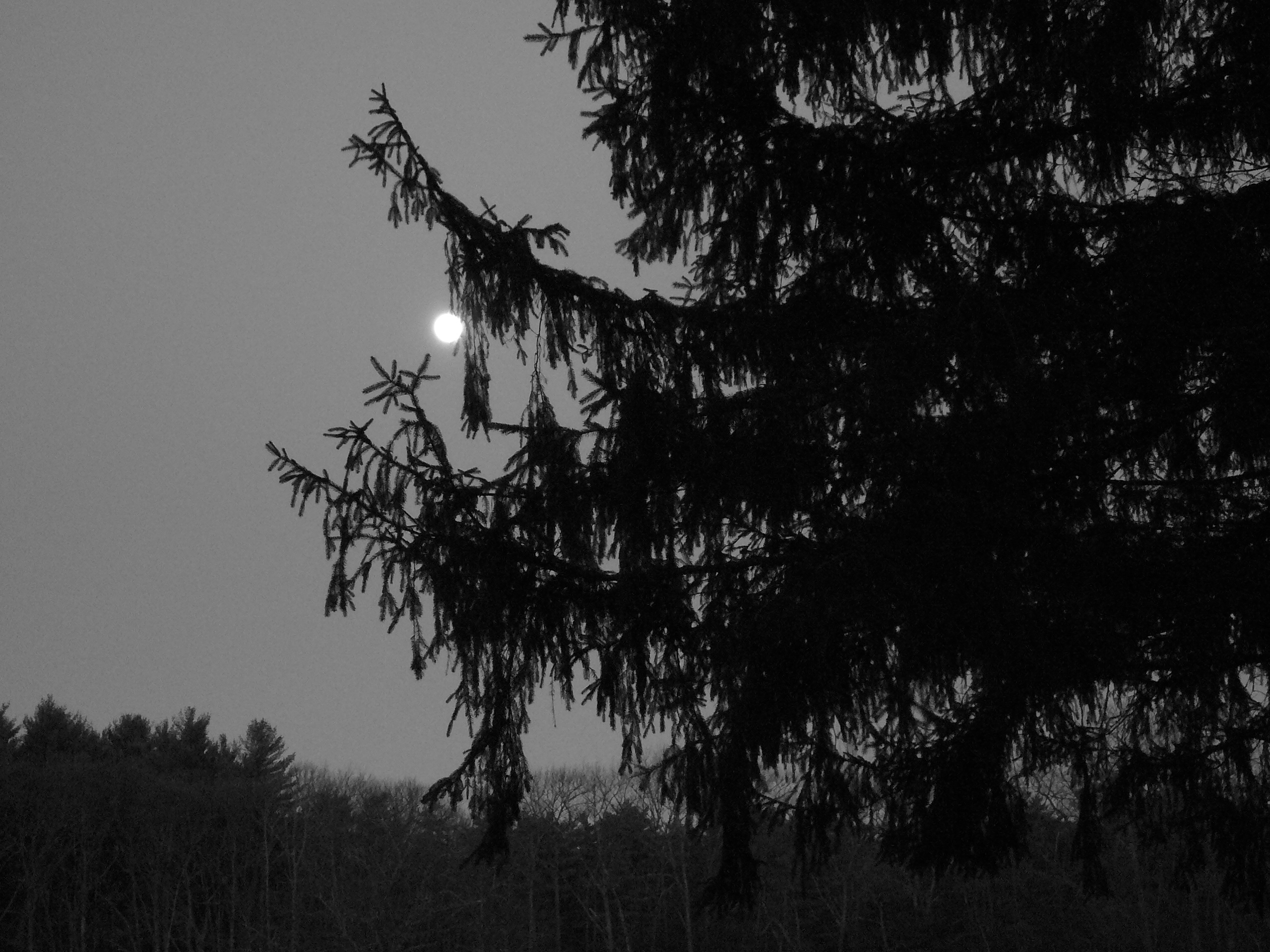
Місяць над Говен Парк
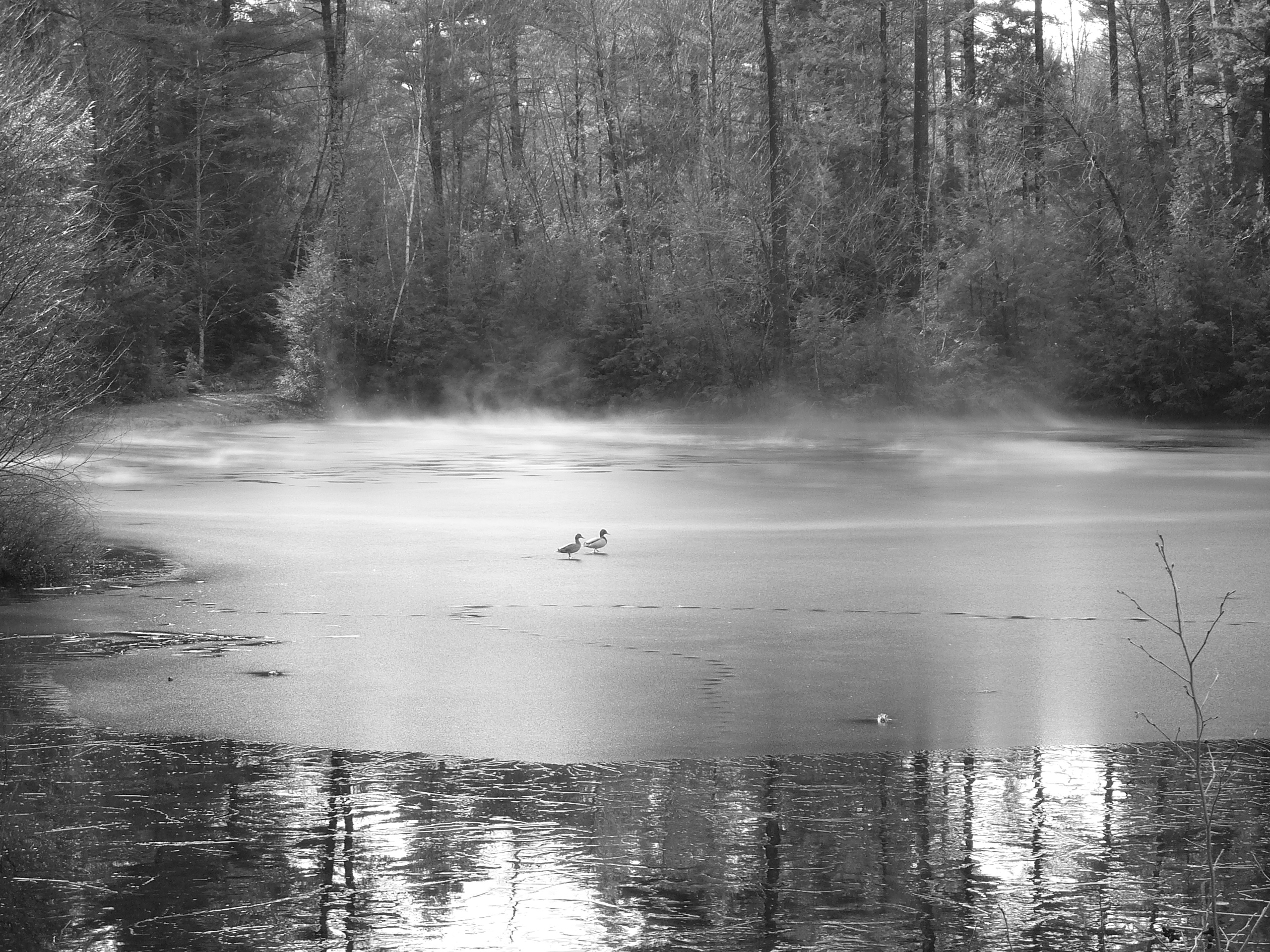
Ставок Макдугал